# 薩頓區
萨顿区（英語：London Borough of Sutton，/lʌndən bʌɹə ɒv ˈsʌtn̩/ⓘ）是英國英格蘭大倫敦外倫敦的自治市，人口184,400，面積43.85平方公里。

## 外部連結
- （英文）薩頓區政府網 （页面存档备份，存于）

51°20′N 0°10′W / 51.333°N 0.167°W